# Савченко, Михаил Юрьевич
Михаи́л Ю́рьевич Са́вченко (13 декабря 1954, Петропавловск-Камчатский, Хабаровский край — 9 декабря 2024, Мурманск, Россия) — глава города Мурманска с 2004 по 2009 год.

## Биография
Родился 13 декабря 1954 года в Петропавловске-Камчатском. Окончил Московский технологический институт по специальности «инженер-экономист».
В 1988 году стал заместителем председателя исполкома Первомайского районного Совета.
В ноябре 1991 года стал заместителем главы администрации города Мурманска Олега Найдёнова. Курировал промышленность, рыбный комплекс, средний бизнес. После ухода в отставку Геннадия Гурьянова в 2004 году был избран мэром Мурманска.
В марте 2009 года проиграл во втором туре Сергею Субботину, набрав 35,15 % голосов. Член партии «Единая Россия».
В ходе выборов на пост мэра Мурманска в марте 2009 года были зафиксированы факты подкупа избирателей в пользу кандидатуры Михаила Савченко. 1 марта 2009 года в Мурманске милиция задержала группу граждан, раздававших избирателям по бутылке водки в обмен на голосование за кандидата от «Единой России» действующего мэра города Михаила Савченко. В милиции один из задержанных признался в том, что лично получил на организацию подкупа избирателей 600 тыс. рублей.
Скончался 9 декабря 2024 года в больнице Мурманска в возрасте 69 лет.